# Marnie Blok
Pour les articles homonymes, voir Blok.
 (octobre 2018).
Si vous disposez d'ouvrages ou d'articles de référence ou si vous connaissez des sites web de qualité traitant du thème abordé ici, merci de compléter l'article en donnant les références utiles à sa vérifiabilité et en les liant à la section « Notes et références ».
Marnie Blok (née Marina Ann Catharina Blok le 23 mai 1962 à La Haye) est une actrice et scénariste néerlandaise.

## Carrière
Elle est mariée avec le réalisateur Maarten Treurniet. Elle est la sœur de l'actrice Anneke Blok.

## Filmographie

### Cinéma et téléfilms
- 1986 : Burp! : Membre d'un gang de jeunes
- 1988 : Vuurdoop : L'infirmière
- 1989 : We zijn weer thuis (nl) : Machteld Vredenburg
- 1990-1993 : 12 steden, 13 ongelukken (nl) : Marcella
- 1992 : Goede tijden, slechte tijden : Jozette Calland
- 1993 : Ha, die Pa! (nl) : Trees
- 1993 : Medisch Centrum West (nl) : Cecile Bronckers
- 1993 : Coverstory (nl) : Annemarie de Graaf
- 1994 : Het Zonnetje in Huis (nl) : Linda
- 1994 : SamSam (nl) : La courtière
- 1995 : M'n dochter en ik (nl) : Marije
- 1995 : Bureau Kruislaan (nl) : Pia Bolker
- 1996 : Jiskefet (nl) : Daniëlle
- 1997 : Broos (nl) de Mijke de Jong : Ted[3]
- 1997 : Zonder Zelda : Ineke
- 1998 : 't Zal je gebeuren... (nl) : Lisa
- 1998-2000 : Inspecteur de Cock (Baantjer) : Deux rôles (Corine Kalis et Borowsky)
- 1999 : Cowboy from Iran (nl) de Ilse Somers[4]
- 2000 : De aanklacht (nl) : L'infiltrante
- 2001 : Wet & Waan (nl) : Mira Oevering
- 2001 : Met grote blijdschap (nl) : La femme en voiture
- 2001 : Jana (court-métrage) : La mère
- 2001 : Zus et Zo : La mère
- 2001 : Dok 12 : Iris de Winter
- 2003 : Ernstige Delicten (nl) : Ellen Verbunt
- 2003 : Van God Los (nl) : Mère de Stan
- 2003-2004 : Bergen Binnen (nl) : Wanda
- 2006 : Keyzer & De Boer Advocaten : Adrienne Overweg
- 2007 : Lotte (nl) : Frederique van Veen
- 2009 : Alles stroomt (nl) de Danyael Sugawara : Mea[5]
- 2010 : The Happy Housewife (nl) d'Antoinette Beumer[6]
- 2011 : Simon och ekarna (Simon et les chênes) de Lisa Ohlin[7]
- 2012 : Lijn 32 (nl) de Bart Westerlaken : La femme politique[8]
- 2012 : Jackie d'Antoinette Beumer[9]
- 2014 : Brozer de Mijke de Jong : Ted
- 2016 : Flikken Maastricht : Angelique Meertens